# Gelis annulatus
Gelis annulatus är en stekelart som först beskrevs av Edgar Harold Strickland 1912.  Gelis annulatus ingår i släktet Gelis och familjen brokparasitsteklar. Inga underarter finns listade i Catalogue of Life.